# توکانمای پوول
توکانمای پوول (نام علمی: Illadopsis puveli) نام یک گونه از سرده توکانماها است.